# Jonas Rosling
Jonas Rosling, född 14 februari 1712 i Sankt Lars församling, Östergötlands län, död 1 februari 1793  i Eksjö stadsförsamling, Jönköpings län, var en svensk präst i Eksjö stadsförsamling.

## Biografi
Rosling föddes 14 februari 1712 i Rosenkälla i Sankt Lars församling. Han var son till bonden därstädes. Rosling blev 1734 student vid Uppsala universitet och avlade 1743 magisterexamen därstädes. Han prästvigdes 1745 och blev huspredikant hos baron Scheffer. Han var även pastorsadjunkt i Åsbo församling och Åtvids församling. 1764 blev Rosling extra ordinarie bataljonspredikant vid artilleriet och 1755 extra ordinarie regementspastor vid atilleriet. År 1769 blev han kyrkoherde i Eksjö stadsförsamling, Eksjö pastorat. Han avled 1 februari 1793 i Eksjö stadsförsamling.

### Familj
Rosling gifte sig första gången 1770 med Christina Schenberg. Hon var dotter till kyrkoherden i Normlösa församling. Rosling gifte sig andra gången 1774 med Helena Christina Tallberg.